# Valley Hill
Valley Hill é uma Região censo-designada localizada no estado norte-americano de Carolina do Norte, no Condado de Henderson.

## Demografia
Segundo o censo norte-americano de 2000, a sua população era de 2137 habitantes.

## Geografia
De acordo com o United States Census Bureau tem uma área de
6,2 km², dos quais 6,1 km² cobertos por terra e 0,1 km² cobertos por água.

## Localidades na vizinhança
O diagrama seguinte representa as localidades num raio de 8 km ao redor de Valley Hill.